# ニワトリ
ニワトリ（鶏、庭鳥、学名：Gallus gallus domesticus）は、キジ科に属する鳥類の1種で、代表的な家禽として世界中で飼育されている。ニワトリを飼育することを養鶏と呼ぶ。

## 起源

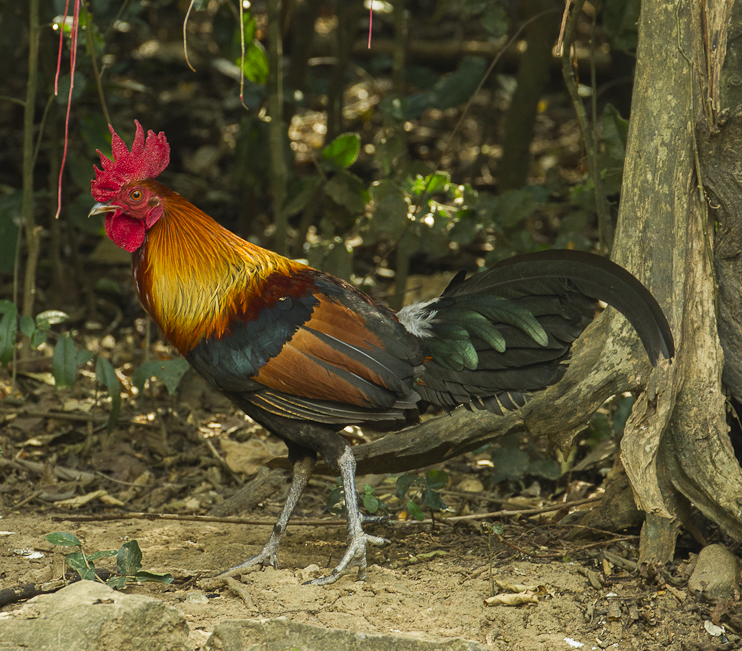
セキショクヤケイのオス

祖先種のヤケイとしては単元説と多元説がある。単元説は、東南アジアの密林や竹林に生息しているセキショクヤケイ（Gallus gallus）を祖先とする説である。多元説（交雑説）はセキショクヤケイ、ハイイロヤケイ（G. sonneratii）、セイロンヤケイ（G. lafayetii）、アオエリヤケイ（G. varius）のいずれか複数の種が交雑してニワトリとなったとする説である。現在では分子系統学的解析によってセキショクヤケイもしくはその亜種に由来する可能性が強く示唆されている。一方で、現在のニワトリからハイイロヤケイ由来の遺伝子が見出されるなど、多元説を支持する報告もある。

## 名称
ニワトリという和名は「庭に飼う鳥」、つまり家禽という意味から名づけられた。ニワトリは普通「鶏」と書かれるが、「家鶏」で「にわとり」と充てることもある。ニワトリは古くはカケ（鶏）と呼ばれた。代表的な鳥であるため、単に「とり」ともよばれる。雄のニワトリは「雄鶏（牡鶏）、（おんどり）」、雌のニワトリは「雌鶏（牝鶏）、（めんどり）」と呼ばれる。

### 漢字
「鶏（鷄、雞）」という漢字は、甲骨文字に見られるニワトリを象った象形文字に由来する。これに音を表す「奚」を加えた後、ニワトリを象っていた部分が通常の「鳥」（または「隹」）と同じように書かれるようになり、「鶏」の字体となった。なお、かつて「会意形声文字」と解釈する説があったが、根拠のない憶測に基づく誤った分析である。
「鶏」は万葉仮名の「け」（甲類）にも使われる。漢字「鶏」は様々な複合語を作り、「軍鶏（しゃも）」「闘鶏（しゃも）」「鶤鶏（とうまる）」「矮鶏（ちゃぼ）」「小鶏（ちゃぼ）」「水鶏/秧鶏（くいな）」「黄鶏（かしわ）」「花鶏（あとり）」「珠鶏（ほろほろちょう）」「吐綬鶏/白露鶏」（しちめんちょう）」「食火鶏（ひくいどり）」などと読む。
ちなみに、「酉」という漢字は酒壺をかたどった象形文字で、仮借して十二支の10番目を指す単語を表記する。のち十二支それぞれに動物が割り当てられた際、「酉」にはニワトリがあてられた。

### 英語
英語では"Chicken"。話者の地域、ニワトリの年齢や雌雄などによって様々に言い分けが存在し、"Chicken"も元々は「若いニワトリ」を指す用語であった。この用法としての"Chicken"は、イギリスのパブや劇場の名、またはHen and Chicken Islandsなどの"Hen and Chickens"というフレーズで残っている。本種全体を指す用語としてはdomestic fowl、barnyard fowlもしくは単にfowlが使われており、現在でも本種全体を指す語として使われる場合が有るが、「家禽」（主にキジ目の、あるいはカモ目も含んだ人に飼われる鳥）全体を指す広い言葉でもある。さらに遡るとfowlは元々、全ての鳥を指していたが、この用法は今では"wild fowl"という複合語のみで用いる。英語fowlは中英語のfowl, fowel, fugol、アングロサクソン語のfugel, fugol、オランダ語のvogel、そしてアイスランド語のfugl, foglと同根である。
イギリスとアイルランドでは1歳以上の雄鶏をcockと呼ぶのに対し、アメリカ合衆国、カナダ、オーストラリアやニュージーランドでは普通同じものを指してroosterと呼ばれる。アメリカ英語でroosterが用いられるのは、cockは陰茎という意味があり、この連想を避けるためである。またcockは通例"cock cardinal"や"cock robin"のように複合語で、鳥の雄を表すこともある。1歳未満の雄はcockerelと呼ばれる。去勢された雄鶏はcaponと呼ばれる。
1歳以上の雌鶏はhen、それより若い雌鶏はpulletと呼ばれる。ただし採卵養鶏場では、卵を産むようになった16-20週目の雌鶏はpulletではなくhenと呼ばれるようになる。オーストラリアとニュージーランドでは、全ての年齢・性別のニワトリを表すchook [tʃʊk]という総称が用いられる。また、雛はchickと呼ばれる。"Rooster"が雄鶏、"hen"が雌鶏を指す言葉として広く使われているのにも拘らず、"chicken"という用語はときおり誤って雌鶏のみを指して使われる。
アメリカ合衆国のディープサウスでは、ニワトリはyardbirdというスラングで呼ばれることもある。

## 生態・形態上の特徴

様々な品種のニワトリのヒヨコ

頭部に「鶏冠（とさか）」と、顎の部分には「肉垂（にくすい）、もしくは肉髯（にくぜん）」と呼ばれる皮膚が発達した装飾器官がある。雌よりも雄の方が大きい。目の後ろには耳があり耳たぶのことを「耳朶（じだ）」と呼ぶ。歯はない。まばたきの仕方がヒトとは異なり、下から上に被せるようになっている。眼球運動が出来ないので常に首を前後左右に振っている。
鳥類の眼球は脳以上のサイズを有することから、鶏においての光環境の重要性は他の動物の比ではないと考えられる。哺乳類は錐体を二種しか持たないが鳥類は4種すべてを持つ。鶏は明視覚と解析度に優れ紫外線Ａ波350-40nmすらも感受できることから光環境がアニマルウェルフェアに及ぼす影響は大きい。養鶏業においては生産性を高めるために人工的に光線管理が行われるが、鶏は光への感受性が高いことから自然光に合わせるべきだとされる。
ニワトリが属するキジ科は、丈夫で地上生活に適した足を持っていることが多く、やはりニワトリも地上を主要な生活の場としている。一般的に足の指は4本（ただし烏骨鶏は5本）で雄の足には横向きか後ろ向きに角質が変化した距（けづめ）が生えているが、雌には雄ほどの距はないが距痕はある。
ニワトリの体温は41度と比較的高く、皮膚には汗腺がない。そのため高温には不利で、熱を逃すため嘴を開けて体温を放熱させる（パンティングと呼ぶ）。尾腺をくちばしで圧迫すると黄色のゼリー状の分泌物が押し出される。これをくちばしに塗り付け全身の羽に塗り込み防水性を維持し、体を保護する。
緑っぽい塊に白い部分（尿）が混じる通常の糞と、茶色いドロドロの盲腸便を排泄するが盲腸便の方はかなりの悪臭を放つ。また、夏場は水を大量に飲むので通常の糞でも軟便となりやすい。
自然環境下では、鶏は地面を趾で掻き、クチバシで地面をつついて一日の多くの時間を摂食探索行動を行う。鶏には自分で餌を探して食べたいという強い摂食動機があり、これは極度に育種選別された鶏にも残っている。養鶏産業下では飼料は完全配合飼料下しており、摂食時間は短時間で終わるが、摂食動機は満腹になれば収束するのではなく摂食行動の持続時間に強く影響される。そのため腹が満たされても十分な摂食時間がないことで、鶏は他個体ツツキや壁ツツキといった葛藤行動、遊び食いなどの異常行動が発現する。
ニワトリは、通常年一回夏から秋にかけて換羽する。雌の場合は換羽期間の二か月は産卵を停止する。養鶏業では鶏舎で鶏を飼育し、産卵数を増やすことを狙って照明管理が行われるため、季節の変化を感じられない。そのため季節に応じた換羽はできなくなるが、養鶏業のニワトリでも産まれて19-20カ月目で産卵が停止し、換羽がはじまる（この時点で屠殺されるが、強制換羽して引き続き飼養する場合もある）。
ニワトリの雛である「ヒヨコ」は、一般に黄色とされているが、これは商用鶏（商用に扱われているニワトリ）の多くが白い羽装ニワトリであり、最も多く目にするヒヨコは黄色いためである。実際は、黄色いヒヨコばかりではなく、上記の写真のように様々な色や模様のヒヨコが存在する。俗説では「ヒヨコが黄色いのは、卵の中で卵黄に浸っており、色が移っている」などという説があるが、これは間違いであると考えられる。雛の栄養の供給源となる卵黄は、卵殻の中では、雛の腹部に卵黄嚢がくっついているような形になっており、卵黄自体が雛の体と触れ合うことはない。さらに、雛の羽毛の色素を調査した研究報告では、卵黄の中にある色素（カロチノイド）と羽毛の色素は一致しないとされている。（ニワトリの脚色は、カロチノイド由来であるとされる）よって、ヒヨコの羽毛は卵黄の色素とは異なると考えられている。
養鶏では通常人工ふ化のため、雛と母鶏の間に交流はないが、自然下の場合、母親との接触は5～12週間続く。この期間中、母親による世話は、ヒナの行動発達に強く有益な影響を及ぼす。雛は母鶏について歩き、様々なことを学習する。雛と母鶏は孵化前から発声を交換し互いに覚えあう。雛は孵化後1-2日以内に母鶏の声と姿を識別し、ついて歩くようになる。母鶏は「暗い母鶏の腹の下に潜り込み眠りを誘導する声」「同じ孵化雛の集合を誘導する声」「給餌を促す声（同時につついて見せて摂食すべき餌を教える）」「警戒声」を雛に覚えさせる。危急時の雛の逃避行動や葛藤行動は、母鶏の存在や同じ孵化雛の近接の元で抑えられるか急激に低下する。母鶏の皮脂腺からの分泌物による鎮静効果も得られる。
雄鶏特有の甲高い鳴き声は、ニワトリの特徴の一つとして挙げられる。現在、日本語圏では鳴き声を「コケコッコー」と表現する場合がほとんどである。英語圏では「Cock-a-doodle-doo」 （クックドゥードゥルドゥー）、フランス語では「ココリコ」、ドイツでは「キケリキー」、イタリアでは「キッキリキー」、中国語圏では「咯咯噠」(クークーダ)や「喔喔喔」等と表現する。なお、品種を問わずニワトリを観賞用・ペットとして飼育する場合、雄鶏は（日の出の早い夏は）早朝から「コケコッコー」と大声で鳴くため、市街地で飼育する場合は近所迷惑とならないように注意が必要である。雌鶏は雄鶏のように時を告げることはほぼ無いが、産卵直後には「コッコ、コーコー」と多少は鳴く。

## 認知能力・感受性
霊長類同様、複雑な認知能力を有する。意思決定の際は、自分の過去の経験や現在の状況を考慮に入れる。ほかの鶏に感情移入することもできる。実験では、空気を吹きかけられて怯える雛を見た母鶏は、右往左往して不安様行動を示す。そして、母鶏特有の「こっこっ」という声を発し、雛を落ち着かせようとする。この研究は、鶏が他個体の視点に立ち感情を共有するという共感能力があることを示している。また、騒音がストレスになる一方、クラシック音楽を聴かされた鶏はストレスが軽減されるという。
孵化5日後のヒヨコは、足し算と引き算の能力を示し、雌鶏は、AがBより大きく、BがCより大きければ、AはCより大きい、という推理の能力を持つことが実証されている。またヒヨコは、はしゃいだり羽ばたいたり、物を追いかけたりつついたり、他のヒヨコと物を交換したり、ヒヨコ同士でスパーリングしたりにらみあったりなど様々な遊びをする。

## 利用史

### 世界のニワトリ利用史
ニワトリは中国大陸北部において家禽化されたとされる。時期についてはヒツジ、ヤギ、ブタから数千年遅く8000年前からとされ、最も古い証拠は磁山遺跡から発見された3体の骨と養鶏が行われたと推定される区画である。主に鶏肉の食用を目的として家禽化、飼育され、鶏卵の食用は重要視されていなかったと思われる。養鶏は華北一円へ拡がり、その後、原生種の生息地域であり飼育環境に適した南方向へ拡がった。
インド亜大陸のインダス文明に属するモヘンジョ・ダロの遺跡からはニワトリの粘土像と印章、ニワトリの大腿骨が出土している。その後、ニワトリは2方向に分かれて伝播していった。西方への伝播はまず紀元前15世紀から紀元前14世紀にかけて古代エジプトに伝播した。他の西アジア地域においてこの時期はニワトリの存在が認められないため、この伝播は海上ルートによるものと考えられているが、まもなくエジプトのニワトリはいったん絶え、プトレマイオス王朝期に再び持ち込まれた。その後、インダス川流域からニワトリは陸伝いに西アジアへと広まり、紀元前8世紀頃には古代ギリシアに持ち込まれ、紀元前5世紀ごろにはギリシア文明の諸都市に広く分布するようになっていた。ギリシア諸都市で発行された硬貨には、ニワトリが刻印されたものが多く存在している。アメリカ大陸には元々ニワトリは棲息しておらず、クリストファー・コロンブスによるアメリカ大陸の「発見」後にヨーロッパ人によって持ち込まれた（コロンブス交換）。
2つ目のルートは南へと伝わり、マレー半島からインドネシアへと伝わるルートである。このルートからは、やがてマレー・ポリネシア人の南太平洋進出の際にニワトリはブタやイヌとともに家畜として連れて行かれ、ニュージーランドやトケラウなど一部の島々を除くほぼ全域に広がった。しかし、重要な財産として珍重されることの多かったブタと違い、ニワトリは半野生の状態で放し飼いされることが多く、主要食料とはされていなかった。例外はイースター島で、ここでははじめからブタが存在せず、さらにイルカや野生の鳥類、ヤシなどの食料源が次々と絶滅、または入手不可能となる中で、特に1650年以降において最大の動物性食料源として各地にニワトリ小屋が建設され、重要な役割を占めるようになっていった。ニューギニアにおいてはニワトリは食糧として重要性を持たず、美しい羽毛を装飾品として用いることが飼育の主な目的であった。また、オーストラリア大陸にはニワトリはこのルートからは伝播せず、19世紀にヨーロッパ人がオーストラリアに植民した際に初めて持ち込まれた。
ヨーロッパにおいてニワトリは長らくさほど重視された動物ではなかったが、18世紀から19世紀初頭にはニワトリへの興味が高まり、ニワトリへの科学的知見が増大し、またニワトリの育種がこの頃から始まった。この動きは1830年代に中国との交易が盛んになり、コーチン種をはじめとする様々な東洋種がヨーロッパに持ち込まれたことで急激なものになった。1850-1900年の間、ヨーロッパやアメリカでは東洋趣味の一つとして、コーチン種などを基にした観賞用・愛玩用のニワトリの飼育や品種改良がブームとなった。「ヘン・フィーバー（雌鳥ブーム）」と呼ばれるこの狂騒期に何百という新品種が作り出されたが、ブームが去るとほとんどの種は消滅してしまった。また、この時期に白色レグホン（Leghorn）、コーニッシュ（Cornish Cross）、ロードアイランドレッドといった、今日でも重要な家禽品種が作り出された。この時期に、ニワトリの近代的育種が本格的に開始されたといえる。
また、この19世紀中盤には現代の卵用種の主流である白色レグホンをはじめとする多数の卵用種（レイヤー Egg layer）が開発され、これによって鶏卵は生産量が急増し、徐々に一般的な食材となっていった。オムレツやカスタードなどの古い鶏卵の調理法に加え、マヨネーズなどの新しい利用法もこの頃に開発された。この卵用種の育成に比べると肉用種の育成は遅れ、1880年から1890年頃にかけてアメリカで最初のブロイラー生産が始まっているものの、この時の品種は現代の肉用種とは異なるものとされている。その後、様々な種の利用を経て、現在の肉用種が完成された。

### 日本列島におけるニワトリ

#### 先史・古代のニワトリ

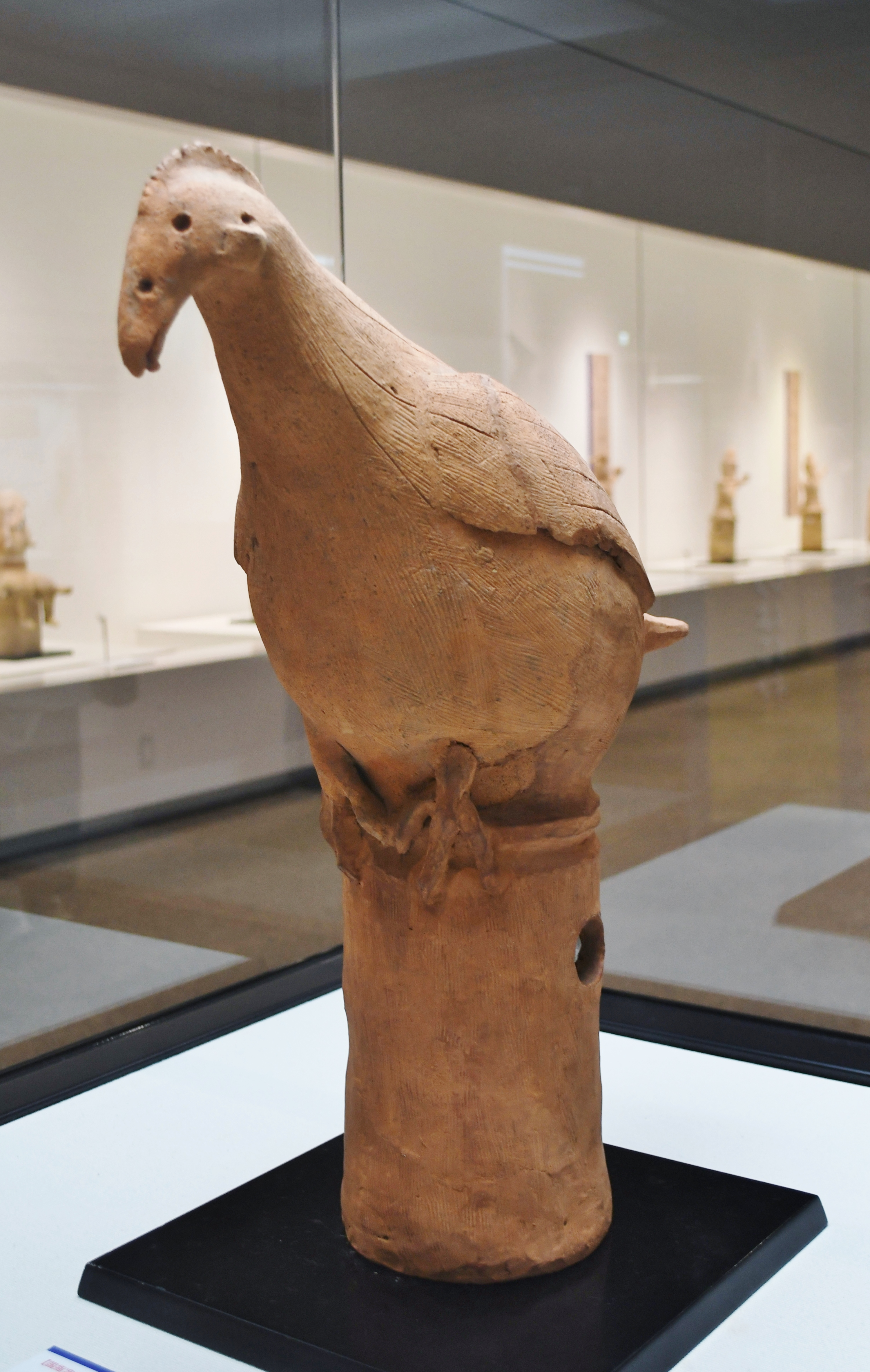
鶏形埴輪

日本列島に伝来した時代は良く分かっていない。愛知県田原市の伊川津貝塚からは縄文時代のニワトリが出土したとされたが、これは後代の混入であることが指摘されている。日本列島におけるニワトリは弥生時代の紀元前2世紀に中国大陸から伝来したとする説がある。また、朝鮮半島および台湾、南西諸島ルートを通って日本へ入ってきたとも言われる。
弥生時代には本格的な稲作が開始されるが、日本列島における農耕は中国大陸と異なり家畜の利用を欠いた「欠畜農耕」と考えられていた。1989年には大分県大分市の下郡桑苗遺跡でブタ頭蓋骨が発見され、日本列島における弥生期の家畜動物の出土事例となった。ニワトリに関しては弥生時代中期～後期の遺跡である原の辻遺跡・唐神遺跡（長崎県壱岐市）から出土した骨が最古とされている。1959年に鳥類学者黒田長久が報告し、近年、再検討が行われ、まさしくニワトリの骨であることが確認された。他、福岡県大川市の酒見貝塚からもニワトリの骨が出土している。
1992年（平成4年）に愛知県清須市・名古屋市西区の朝日遺跡から中足骨が出土している。以後、弥生時代のニワトリやブタは九州・本州で相次いで出土している。
弥生時代のニワトリは現代の食肉用・採卵用の品種と異なり小型で、チャボ程度であったとされる。出土が少量であることから、鳴き声で朝の到来を告げる「時告げ鳥」としての利用が主体であり、食用とされた個体は廃鶏の利用など副次的なものであったと考えられている。
古代には『古事記』や『日本書紀』に記される天岩戸伝説において、常世長鳴鶏を集めて鳴かせたという記述がある。また、古事記には鶏が、光や太陽の崇拝の対象として扱われていたとの記述もある。
天武4年4月17日（675年5月19日）の肉食禁止令において、ウシ、ウマ、イヌ、ニホンザル、ニワトリを食べることが禁じられている（「天武天皇#文化政策」「日本の獣肉食の歴史」参照）。殺生禁断の詔は聖武天皇の際にも出され、ニワトリの肉のみならず卵も避けられた。古代には時を告げる鳥として神聖視され、主に愛玩動物として扱われた。『日本書紀』雄略天皇7年8月には闘鶏に関する記事があり、『日本書紀』が成立した奈良時代には闘鶏が行われていたとも考えられている。
平安時代には『日本三代実録』元慶6年（882年）条や『栄花物語』寛弘3年（1006年）条、『年中行事絵巻』などにおいて、平安貴族や庶民の間で娯楽・賭博の要素を持つ闘鶏が行われていたことが記されている。
ニワトリという名前については日本の古名では鳴き声から来た「カケ」であり古事記の中に見られる。雉を「野つ鳥雉」と呼んだように家庭の庭で飼う鶏を「庭つ鳥（ニハツトリ）」（または「家つ鳥（イヘツトリ）」）と言い、次第に「庭つ鳥」が残り、「ツ」が落ちて「ニワトリ」になったと考えられる。また「庭つ鳥」は「カケ」の枕詞であり「庭つ鳥鶏（ニハツトリカケ）」という表記も残っている。別の説では「丹羽鳥」を語源とするのもある。

#### 中世・近世のニワトリ
戦国時代にはキリスト教徒のポルトガル人が西日本へ来航し、カステラやボーロ、鶏卵素麺など鶏卵を用いた南蛮菓子をもたらした。江戸時代初期の寛永4年（1627年）にオランダ商館一行が江戸へ参府した際には道中でニワトリと鶏卵が用意されたという。
江戸時代には無精卵が孵化しない事が知られるようになり、鶏卵を食しても殺生にはあたらないとして、ようやく食用とされるようになり、採卵用としてニワトリが飼われるようになった。寛永3年（1626年）に後水尾天皇が二条城へ行幸した際には鶏卵を用いた「卵ふわふわ」が出され、寛永20年（1643年）の料理書『料理物語』では鶏卵を用いた各種の料理や菓子が記されている。また、江戸初期には海外交易が盛んとなっており、朱印船によってり､大軍鶏、接鶏、烏骨鶏の祖先が日本へと移入された。
江戸時代中期以降、都市生活者となった武士が狩猟をする事が少なくなり、野鳥があまり食べられなくなり、代わって鶏肉が食べられるようになった。文化年間以降、京都や大坂、江戸において食されるようになったとの記述が『守貞漫稿』にある。料理書において鶏肉・鶏卵が登場し、1785年には『万宝料理秘密箱』という鶏卵の料理書も出版されている。
一般に江戸期の大名家の記録ではニワトリ食に関する記録は見られないが、西国では佐賀藩の『諫早家日記』貞享4年（1687年）には長崎へ送られるニワトリについて記され、その食べ方は水炊きと考えられている「水煮」と記されている。また、江戸後期の天明8年（1788年）には蘭学者の司馬江漢が『江漢西遊日記』11月15日条において長崎の平戸屋敷においてニワトリを食したことを記しており、やはり同様に水炊きであったと考えられている。
考古学においては、江戸期の遺跡からはチャボ程度の小型種から大型の軍鶏まで多様なニワトリ骨が出土している。これらは解体痕を持つ食用のみならず、観賞用・闘鶏用など用途別の品種が存在していたと考えられている。また、この時期には鎖国によって海外からの新品種移入が途絶えた代わりに、この時までに日本に到達していた在来種（地鶏）、小国、軍鶏、チャボ、烏骨鶏の各種が改良され、さらに掛け合わされて各地に特色ある品種が次々と誕生し、現代に伝わる在来種がほぼ形成された。

#### 近現代のニワトリ
明治期に入ると食生活の変化が進み、そのなかで鶏卵および鶏肉の利用は急拡大していった。明治10年代には鶏卵は国内生産では不足して輸入に頼っていたこともあり、養鶏が奨励されて各地でニワトリの飼育は増大していった。欧州と同じく、日本においてもまずニワトリの利用で拡大したものは鶏卵であった。明治21年（1888年）には910万羽だった日本のニワトリ飼育数は、大正14年（1925年）には約4倍の3678万羽にまで達していた。またこの時期に、旧来の地鶏の多くは欧州などからの移入種に押されて生産が減少していった。在来の品種と移入種とのかけあわせ（交配）も盛んに行われ、名古屋コーチンなどの品種が誕生したのもこの頃のことである。
第二次世界大戦において一時的に日本のニワトリ飼育数は急減したものの、昭和33年（1958年）に戦前の水準を再び超えるようになり、以後、経済の成長とともにニワトリの飼育数も増加の一途をたどった。この頃まで日本で飼育されるニワトリはほぼ卵用種であり、肉用には主に卵を産まなくなった廃鶏が回されていたが、1949年ごろに小規模なブロイラーの飼育がアメリカからの肉用種の移入とともに開始され、徐々に生産が拡大していった。この生産拡大を受け、1964年にはブロイラーの飼育統計が卵用種とは分けて出されるようになった。このときのブロイラーの飼育頭数は卵用種の6分の1程度に過ぎなかったが、昭和40年代を通じてアメリカからの優良品種移入などを通じブロイラー生産は急拡大を続け、卵の生産とは別にひとつの産業としてこの時期確立した。ただし卵用種の飼育も伸びは鈍化したものの微増傾向にあり、ブロイラーの飼育数が卵用種を上回ることはなかった。

## 養鶏
家禽としての鶏は、肉用鶏（ブロイラーなど）と採卵鶏（レグホーン・チキンなど）とに分けられる。ニワトリは鶏舎のなかで飼育することも、野外で放し飼いすることも可能であるが、国内で放し飼いはほとんど行われていない。

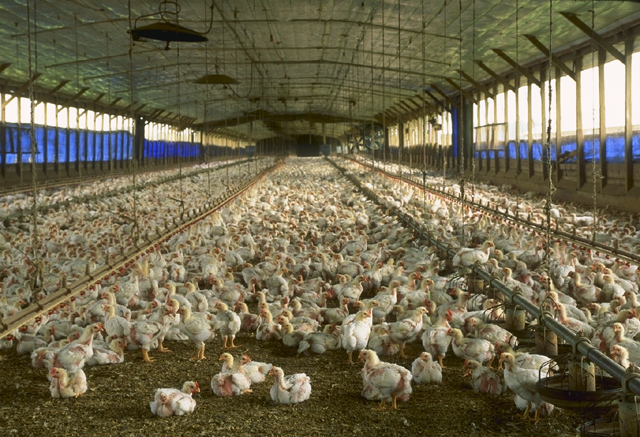
屋内飼育

採卵鶏はケージの中に多数のニワトリを入れ集中的に飼育することが一般的である。これに対し、肉養鶏（ブロイラー）の場合はケージ飼育は行わず、鶏舎の中で平飼いすることが普通である。これはケージでの集中飼育の場合、肉に傷がついたりニワトリの健康が損なわれやすいためである。養鶏業における飼育日数は卵用種と肉用種で大きく異なり、日本においては卵用種で430日前後、肉用種は49日前後が一般的である。これは、経済効率と若鶏の方が肉が柔らかく好まれるため肉用種は若いうちに出荷されること、および卵用種はその必要がなく、卵を経済的に生みつづけられる限り飼育され続けることによる。

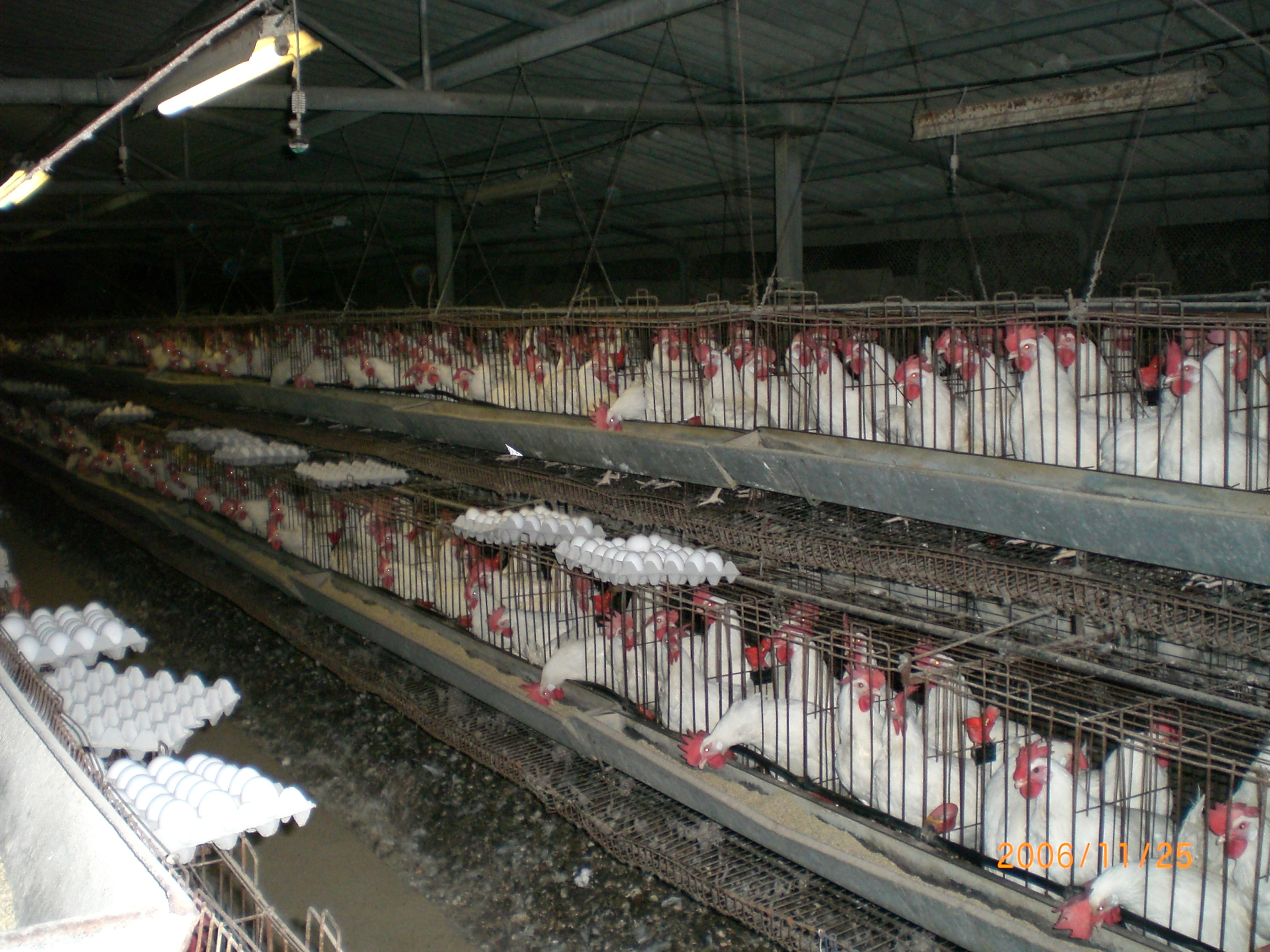
ケージ飼い

養鶏では通常、一括で導入し一括で出荷するオールイン・オールアウトと呼ぶ方法がとられる。この方法だと出荷後に徹底的な消毒などが行え、健康管理、生産管理が行いやすい。
ニワトリに与える配合飼料は、トウモロコシやソルガム、エンバク、コムギ、飼料用コメといった穀物を中心に米ぬかやふすま、大豆かすや菜種かすといった油糧種子の搾りかす、おから、魚粉などを混合したものが一般的である。

### 初生雛の雌雄鑑別法
採卵養鶏において、初生雛の雌雄鑑別により、卵を産む雌と産まない雄を見分けることは必要不可欠である。
肛門鑑別法 (Ventral sexing)
初生雛のお尻（総排泄口）を観察し、生殖突起の有無によって雄と雌を見分ける手法
初生雛鑑別師の資格が必要であるほど、高度な技術が要求される。
羽色鑑別法 (Color sexing)
初生雛の羽毛の色や模様によって雄と雌を見分ける手法
ニワトリの性染色体であるZ染色体に位置する、横斑遺伝子(Barring gene)または銀遺伝子(Silver gene)を利用した判別法
羽性鑑別法 (Feather sexing)
初生雛の羽毛の長さ（主翼羽と覆主翼羽）によって雄と雌を見分ける手法
ニワトリの性染色体であるZ染色体に位置する、遅羽遺伝子(Late-feathering gene)を利用した判別法

羽色鑑別法（銀遺伝子を利用）、左がオス、右がメスとなる
羽色鑑別法（横斑遺伝子を利用）、左がオス、右がメスとなる
羽性鑑別法 （遅羽遺伝子を利用）、左がオス、右がメスとなる

## 育種
鶏は、高温、高密度、古床使用など不衛生で劣悪な環境で飼育して生き残る種を選別する過酷試験が行い、生産性を高めるための品種改良がおこなわれている。短期間での増体、産卵数の増加など、生産性が向上する一方で、鶏に様々な健康被害をもたらす問題もある。育種が要因で暑熱ストレスへの感受性が高くなっているとも言われる。

### 肉用鶏
ブロイラーは産肉性を重視した育種改変の研究により、過去50年間で成長率が1日25gから100gへとあがっている。その結果、通常、鶏は成鶏に達するのに4 - 5か月かかるところをブロイラーは40 - 50日で成鶏の大きさに達するようになった。骨格構造が成熟するよりも速い速度で体重が増加することで、腰や膝の関節骨格が体を支えることができなくなり、脚弱、さらには歩行困難を引き起こす結果となった。急激な成長によりブロイラーの30%近くは体を支えることが難しく歩行困難となり、3%はほとんど歩行不能となっている。心臓にも負担がかかり、100羽に1羽は心臓疾患で死亡する。
徹底した育種が生理機能に及ぼす影響は大きく、ブロイラーが出荷されるのは生後40-50日だが、これ以上飼育期間を延ばした場合、ブロイラーは生存することが困難になる。2020-2021年にかけての鳥インフルエンザで出荷規制となった農場でのインタビューでは、次のように報道された。「3キロから10キロ圏の農場は防疫措置終了から最低でも10日間、ニワトリを区域外に搬出できません。半径10キロ圏の養鶏場スタッフ：（ひよこを）入れてから出荷するまでの日齢が決まっているが、それができないと心臓が持たない。死んでしまったら出荷できない」
極端な育種の結果、現代の鶏肉は1970年代の鶏肉に比べ、脂肪が3倍近く多く、タンパク質は3分の1しかなくDHA（オメガ3脂肪酸の一種）を野鶏の5分の1しか含んでおらず、不健康だとの指摘もある。

### 採卵鶏
鶏の祖先と言われるセキショクヤケイの年間産卵数は数十個ほどといわれているが、産卵能力の高い鶏の育種を推し進めた。また鶏は本来卵を産むと卵を温める母子行動（就巣性（抱卵行動）や育雛行動）を行い、この間産卵は停止するが、育種選抜により、鶏が種を維持するために必要な母子行動を消去させた。その結果、採卵鶏の産卵数は320個に増加した。
一年間に産む卵の数と品種の一覧
- ISA Brown（英語版） - 300－350個/年
- レグホーン・チキン - 280－300個/年
- ロードアイランドレッド - 250－300個/年
- オーストラロープ（英語版） - 250－300個/年

産卵能力の向上は、鶏の体の代謝に負担をかけ、骨粗鬆症やそれに伴う骨折、生殖器障害などの生産疾患を引き起こしている。様々な研究による評価では、骨折を起こした鳥の割合は驚くほど高く、20～96%に及ぶ。
採卵鶏は、飼料から摂取したカルシウムのほとんどが卵殻形成に利用される。卵殻形成にかかわるカルシウム供給源の40％は鶏自身の骨からであり、基本的に鶏の骨髄骨から供給される。卵殻にカルシウムを移動されることで、鶏は骨粗鬆症、それに引き続き、骨折が発生しやすく、それにより痛みが生じる。2004年には、産卵鶏の80 - 89%が骨粗鬆症だと推定されている。さらに、採卵鶏は身体維持に必要なエネルギーを抑え、より卵重の高い卵を早期に産卵させるという観点で育種が行われている。卵の大きさは祖先種であるセキショクヤケイの2-3倍となった。しかし、小さな体で大きな卵を産むことは鶏の竜骨に悪影響を与えることが指摘されており、2021年8月に発表された研究では、40の群れからの4794羽の鶏を調査した結果、80%に竜骨骨折が見られた。また、卵重の大きい鶏種のほうが生存率は低い。
生殖器障害も一般的で、2005年から2008年にかけて行われた研究では、20週齢以上の採卵鶏の合計6,572羽の死体を調べた結果、卵管病変が1715羽で記録されている。採卵鶏の死亡原因の大半は、生殖器トラブルである。

## 生産量
| 1964  | 1969  | 1974  | 1979  | 1984  | 1989   | 1994   | 1999   | 2004   |
| ----- | ----- | ----- | ----- | ----- | ------ | ------ | ------ | ------ |
| 4,228 | 4,986 | 5,801 | 6,922 | 8,275 | 10,285 | 12,535 | 13,689 | 16,365 |

| 順位 | 国             | 生産量 |  | 順位 | 国               | 生産量 |
| 1    | アメリカ合衆国 | 15,536 |  | 11   | ロシア           | 1,060  |
| 2    | 中国           | 9,475  |  | 12   | 南アフリカ共和国 | 973    |
| 3    | ブラジル       | 8,668  |  | 13   | カナダ           | 950    |
| 4    | メキシコ       | 2,250  |  | 14   | トルコ           | 940    |
| 5    | インド         | 1,650  |  | 15   | アルゼンチン     | 885    |
| 6    | スペイン       | 1,268  |  | 16   | タイ             | 878    |
| 7    | イギリス       | 1,242  |  | 17   | マレーシア       | 825    |
| 8    | 日本           | 1,241  |  | 18   | イラン           | 820    |
| 9    | フランス       | 1,135  |  | -    |                  |        |
| 10   | インドネシア   | 1,100  |  | -    |                  |        |

ニワトリは肉と卵を食用に、羽を衣服（特に防寒具）や寝具に利用するため世界中で飼育されており、ニワトリの飼育は養鶏という一つの産業として成り立っている。特に食用目的での飼育が盛んであり、伝統的な放し飼いによる低密度な飼育から、大規模養鶏場での高密度な飼育まで、生産者ごとに数々の飼育法が用いられる。
ニワトリの飼育数は世界全体において急増を続けている。これは、ウシやブタに比べ狭い場所で集中的に飼育できるうえ、この2種に比べて個体が小さいため価格が安く頭数を増やしやすいこと、ブロイラーはブタやウシに比べ少ない飼料で大きくなるため効率がいいこと、ヒンドゥー教において禁忌とされるウシやイスラム教において禁忌とされるブタとは違い、ニワトリを禁忌とする宗教が（食肉全般を禁忌とする宗教を除けば）存在しないため世界中のどの場所にも需要が存在することなどがあげられる。ニワトリは食肉用としては長年ブタとウシに次いで第三位の生産量を誇る家畜であったが、1970年から2010年までの40年間で生産量は1520万トンから9790万トンに増加し、増加率は545%にのぼった。このため鶏肉は20世紀にはウシをしのいで2位となり、2018年にはブタをもしのいで世界で最も生産される食肉となると推定されている。
さらに上記の数字はあくまでも食肉生産用のニワトリの数字であり、鶏卵生産用のニワトリ飼育も急増を続けている。1970年から2010年までの40年間で鶏卵生産量は1950万トンから6380万トンに増加し、増加率は226.4%にのぼった。
日本におけるニワトリ飼育数はほぼ横ばいであり、年度によって微増や微減を繰り返している。飼育数は卵用種の方が多く、2009年度の日本国内における卵用種飼育数は1億4000万羽、肉用種は1億700万羽となっている。このうち卵用種は1992年以降20年間ほぼ数字に変動がなく、肉用種は減少傾向にあったが2005年から反転して増加傾向となった。飼育数がほぼ変動していないのに対し、飼育農家数は急減を続け、卵用種は1992年の9160戸から2011年には2930戸と3分の1以下となり、肉用種は1992年の4720戸から2011年には2392戸とほぼ半減している。これは、ニワトリ飼育の大規模化が進み、1軒当たりの飼育頭数が大幅に増加していることを示している。

## 品種
ニワトリの品種には、主に卵の生産に重点が置かれる卵用品種、食肉の生産に主眼が置かれる肉用品種、どちらにも重点の置かれる卵肉兼用品種、こうした商業鶏とは別に、観賞用として飼育される観賞用品種の4つの品種群が存在する。
卵用品種は180日以上にわたって産卵状態を維持し続ける品種もあり、また肉用種は成長速度が非常に速いうえに飼料が肉になる効率が他の肉用家畜であるウシやブタに比べても抜きんでて高いなど、その主目的に対しては高度に特化されている。ただし、肉用品種と言えども卵は生み、また卵用品種と言えど卵を産まなくなった場合は廃鶏として食肉市場に回されることがあるなど、食料生産用の3品種群においてはそれほど明確に区分が設けられているわけではない。なお、多数の品種はあるものの、全世界において産業的に広く利用されているものはレグホーン Leghorn、プリマスロック Plymouth Rock、ロードアイランドレッド Rhode Island Red、コーニッシュ Cornish Crossの4種であり、それ以外の品種は各地方で限定的に利用されるにとどまっている。また、プリマスロックおよびロードアイランドレッドは卵肉兼用種であるが、実際の生産には卵用及び肉用にそれぞれ選抜され専用化された種が用いられる。
日本国内で卵や肉用に利用する商業鶏の多くは外国産で、国産鶏種は一部にとどまる（肉用国産鶏種は2％、卵用国産鶏種は4％）。また日本では、観賞用に多くのニワトリを飼育し、親しまれてきた。外観の美しさを重視したものでは、尾や蓑の羽毛が長いもの、色彩の豊かなもの、個性的な特徴をもつものを選抜した。さらに、鳴き声にも注目し、美しく鳴くもの、長く鳴くもの、変わった鳴き方をするものを選抜した。そうして作られた品種を日本鶏（にほんけい）と呼ぶ。世界中で250品種（細分化すると500品種を上回るが、素性が不明なものが多くある）程度の品種が存在する中、日本鶏は50品種を上回り、日本人は非常に個性豊かなニワトリを多く作出した。

### 日本鶏（にほんけい）
日本国内で作出されたニワトリの品種を日本鶏（にほんけい）と総称する。2021年時点で約45の品種が存在するが、ほとんどの品種が卵肉採取を目的としたものではなく、本来は観賞用の品種であることが特徴である。観賞用のニワトリ品種を先出した数の多さでは世界的にも類をみない。
【重田三喜人「養鶏に新時代が来た」、鳥類天然記念物一覧より】

#### 軍鶏グループ
- 大軍鶏【オオシャモ】天然記念物
- 小軍鶏【コシャモ】高知県原産
- 八木戸鶏【ヤキド】三重県原産
- 金八鶏【キンパ】秋田県原産
- 大和軍鶏【ヤマトグンケイ】広島県原産
- 南京軍鶏【ナンキンシャモ】
- 越後南京軍鶏【エチゴナンキンシャモ】新潟県原産

#### 地鶏グループ
- 土佐地鶏【トサジドリ】高知県原産 天然記念物
- 三重地鶏【ミエジドリ】三重県原産 天然記念物
- 岐阜地鶏【ギフジドリ】岐阜県原産 天然記念物
- 岩手地鶏【イワテジドリ】岩手県県原産 天然記念物
- 佐渡ヒゲ地鶏【サドヒゲジドリ】新潟県原産
- 会津地鶏【アイヅジドリ】福島県原産
- 愛媛地鶏【エヒメジドリ】愛媛県原産
- 徳地地鶏【トクヂジドリ】山口県原産
- 龍神地鶏【リュウジンジドリ】和歌山県原産
- 対馬地鶏【ツシマジドリ】長崎県原産
- トカラ地鶏【トカラジドリ】鹿児島県原産
- 比内地鶏 【ヒナイジドリ】秋田県原産

#### 長鳴鶏グループ
鳴き声の長さや美しさを楽しむ品種（長鳴鶏）である。
- 声良鶏【コエヨシ】秋田県、青森県、岩手県原産 天然記念物
- 蜀鶏（唐丸鶏）【トウマル】新潟県原産 天然記念物
- 東天紅鶏【トウテンコウ】高知県原産 天然記念物

#### その他
- 小国鶏【ショウコク】天然記念物
- 烏骨鶏【ウコッケイ】天然記念物
- 矮鶏【チャボ】天然記念物
- 鴈鶏【ガンドリ】秋田県原産
- 比内鶏【ヒナイドリ】秋田県原産 天然記念物
- 芝鶏【シバットリ、シバトリ】新潟県原産
- 蓑曳鶏【ミノヒキ、ミノヒキドリ】愛知県、静岡県原産 天然記念物
- 河内奴鶏【カワチヤッコ】三重県原産 天然記念物
- 播州赤柏【バンシュウアカカシワ】兵庫県原産
- 黒柏鶏【クロカシワ】山口県原産 天然記念物
- 土佐のオナガドリ 高知県原産 特別天然記念物
- 蓑曳矮鶏【ミノヒキチャボ、オヒキ】高知県原産 天然記念物
- 鶉矮鶏【ウズラチャボ、ウズラオ】高知県原産 天然記念物
- 久連子鶏【クレコドリ】熊本県原産
- 地摺鶏【ジスリ】熊本県原産
- 地頭鶏【ジトッコ】鹿児島県原産
- 薩摩鶏【サツマドリ】鹿児島県原産
- チャーン 沖縄県

#### 実用改良鶏グループ
- 名古屋【ナゴヤ】愛知県原産
- 三河【ミカワ】愛知県原産
- 出雲【イズモ】島根県原産
- 土佐九斤【トサクキン】高知県原産
- 宮地鶏【ミヤヂドリ】高知県原産
- 熊本【クマモト】熊本県原産
- 天草大王【アマクサダイオウ】熊本県原産
- インギー鶏【インギー】鹿児島県原産

### 海外の品種
- レグホーン - 元はリヴォルノの特産品であり、その街の名を英語読みしたもの。現在は世界中で飼育されている[102]。
- ミノルカ - 地中海原産の品種。黒色ミノルカはひよこも成鶏も黒い羽毛である。
- プリマスロック
- ロードアイランドレッド
- ニューハンプシャー種
- ライトサセックス
- コーニッシュ （Cornish）
- オーストラロープ Australorp
- アローカナ
- ポーリッシュ
- コーチン
- フェニックスバンタム
- コーチンバンタム
- シーブライトバンタム
- モダンゲームバンタム
- シルキー （烏骨鶏と起源は同じと思われる）
- ブラマ （インドなど）
- ハンバーグ Hamburg
- ランシャン
- ダーニッシュヘン （デンマーク）
- ダンダラディー
- ファヨウミ
- Buff Orpington
- Delaware
- アメラウカナ Ameraucana
- Wyandotte
- ウェルサマー Welsummer
- Ancona
- Barnevelder
- Marans
- ISA Brown
- シナモンクィーン Cinnamon Queen
- イースターエッガー Easter Egger
- ドンタオ鶏 - ベトナムにおいて高級食材とされる品種

### 商用種
- ブロイラー（肉用種） - 白色コーニッシュと白色プリマスロックの交配させたもの 一般に流通している鶏肉はこれに該当する。

出荷までの飼育期間は60日前後足らずで、その体重は3kgを上回る。
- レイヤー - 褐色卵では、ボリスブラウン（白色プリマスロックとロードアイランドレッドを交配させたもの）、白色卵では白色レグホーンを育種改良したジュリア（LOHMANN LSL）が有名である[103]。

### JAS地鶏
- 東京烏骨鶏（東京都）
- 阿波尾鶏（徳島県）
- 天草大王（熊本県）
- みやざき地頭鶏（宮崎県）
- 薩摩地鶏（鹿児島県）
- 南部地鶏（岩手県）
- 比内地鶏（秋田県）
- 伊達地鶏（伊達鶏）（福島県）
- 大山地どり（鳥取県）
- 名古屋コーチン（愛知県）
- 土佐ジロー（高知県）
- プチコッコ

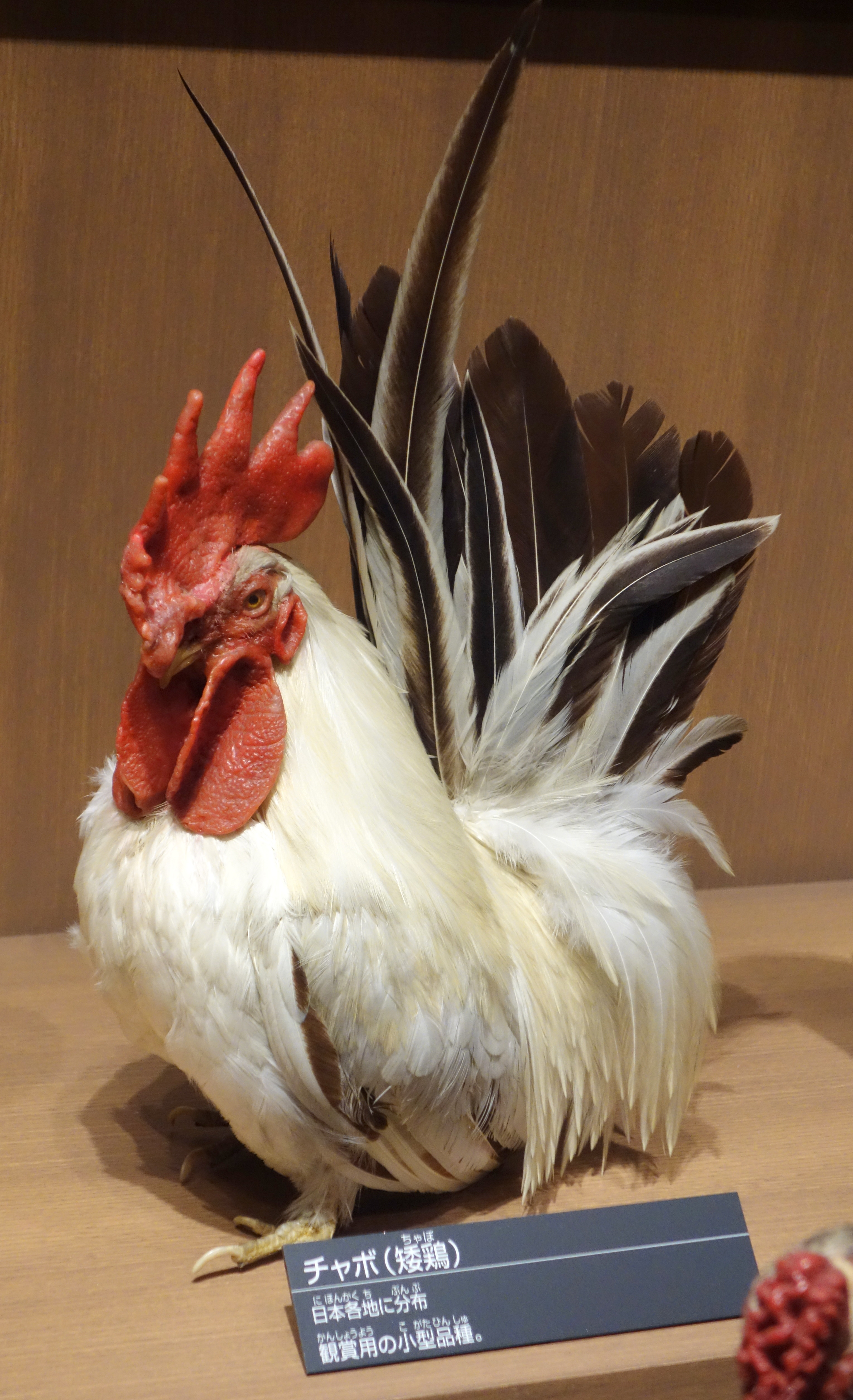
チャボ（矮鶏）
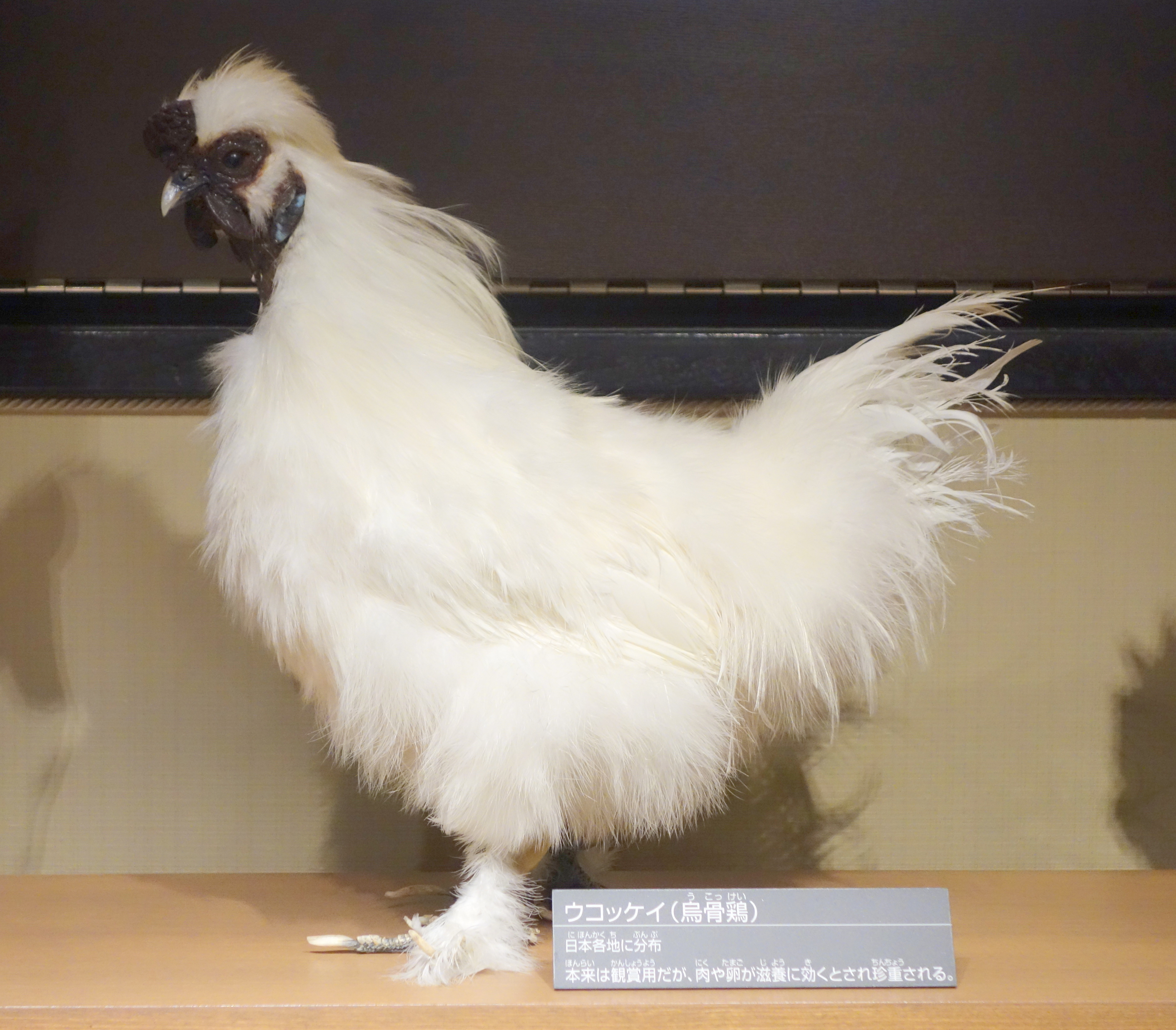
ウコッケイ（烏骨鶏）
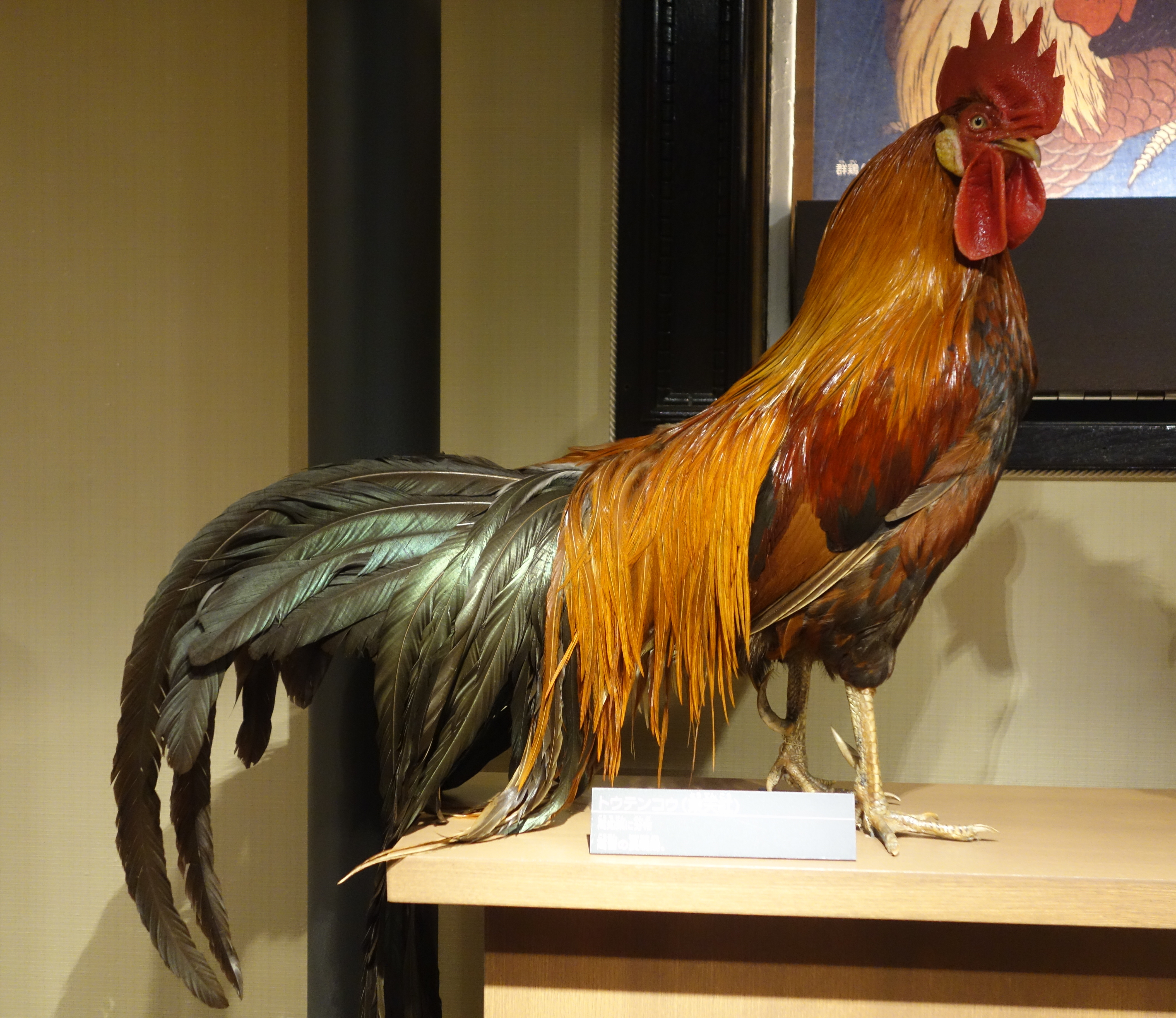
トウテンコウ（東天紅）
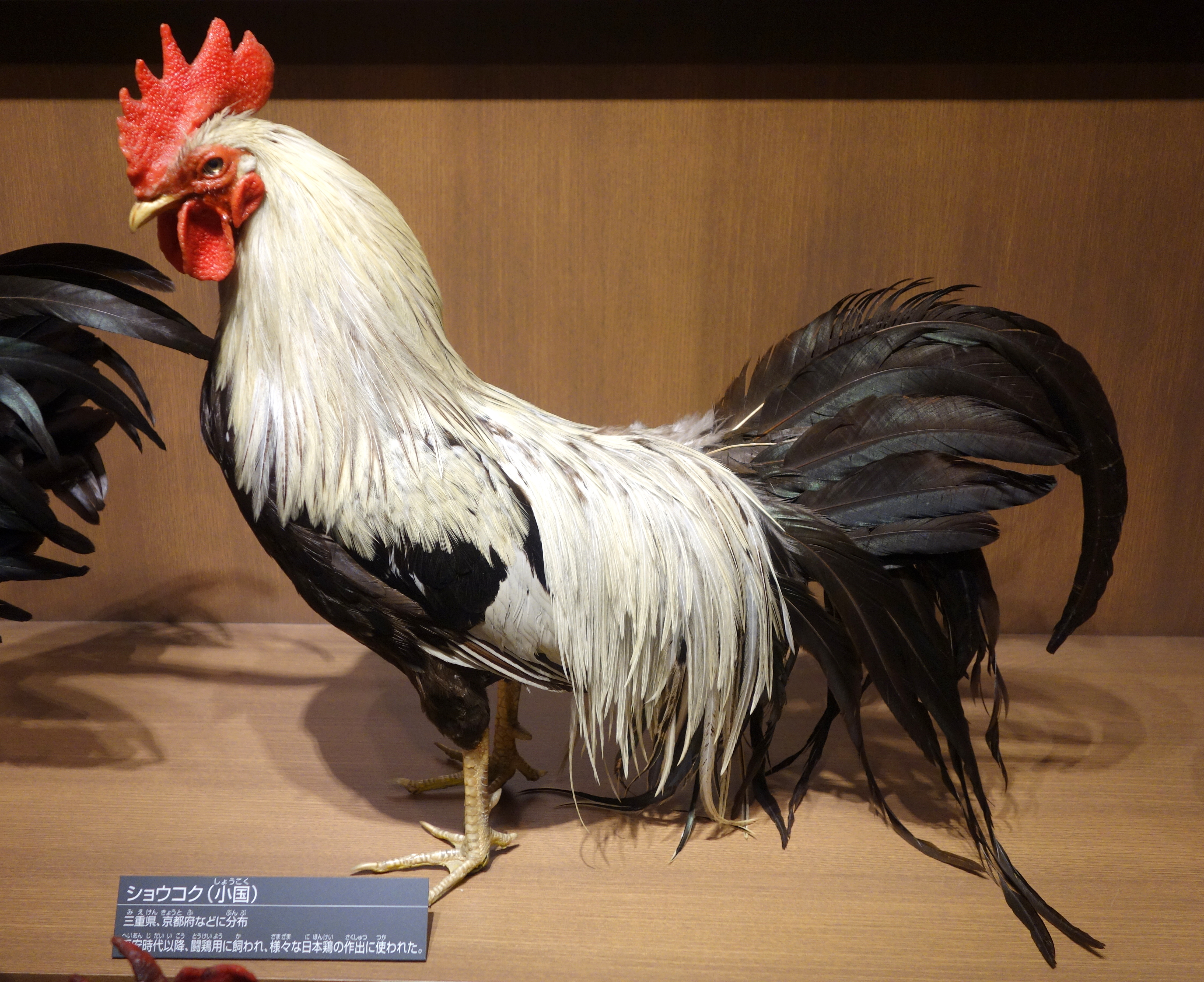
ショウコク（小国）
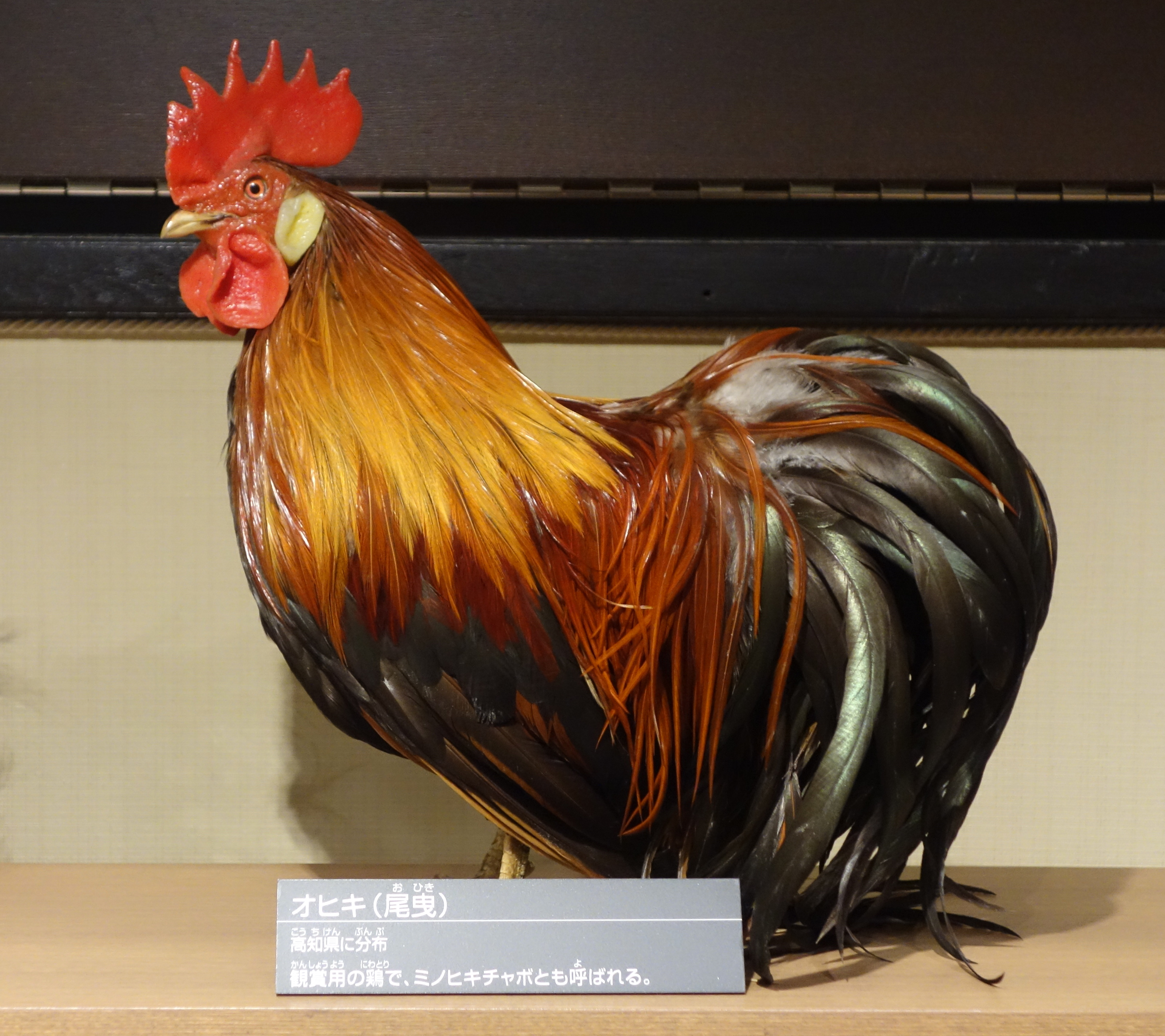
オヒキ（尾曳）

## 利用

### 食用
ニワトリのもっとも重要な用途は食用であり、肉は鶏肉として、卵は鶏卵としてそれぞれ大量に生産される。食肉としては、淡白な白身で、栄養素としてタンパク質に富む良質な肉質を持つ。また、ウシやブタと並ぶ世界で最も一般的な食肉であり、さまざまな鶏料理が世界中に存在する。ウシやブタと異なり、世界規模で信者が存在する宗教においてニワトリを食す事を禁忌とする宗教がない（ただしジャイナ教などのように動物の種類を問わず肉食自体を禁忌とする宗教は別）ため世界中で手に入り、食用の鳥としては最も一般的なものであるため、通常「鳥肉」と言えばそのままニワトリの肉（鶏肉）のことを指す。卵としてはさらに重要な生産源であり、ウズラやアヒルやガチョウなどの特殊な卵を除き、世界で流通する卵のほとんどは鶏卵である。このため、通常特に品種を指定せず「卵」と言えば鶏卵のことを指す。
また、ニワトリの骨を鶏ガラと言い、良質の出汁やスープの原料となる。特に中華料理においては基本的な食材のひとつであり、ラーメンの最も基本的なスープは鶏がらを原料としたものである。ニワトリの脂肪からは鶏油が取れ、これも良質の調味油となる。鶏油は家庭において、脂肪の多く含まれるニワトリの皮から作ることもできる。さらに、軟骨はそのまま炒めたり揚げたりして食べることができ、焼き鳥屋においては「やげん」や「なんこつ」の名で一般的なメニューとなっている。また、ニワトリは消化管の一部である砂肝や、ハツ（心臓）、レバー（肝臓）などのもつ（内臓）も食用とされる。

### 鑑賞
ニワトリは世界中で観賞用として、羽毛の色や模様、足や鶏冠などの外観の特徴を楽しんでいる。特に鳥類であるニワトリの羽装色は豊富である。

#### ニワトリの羽装色の名前（日本名）
- 赤笹 ⇒ 腹部と尾羽は黒く、背部は褐色である(野生色)
- 白笹 ⇒ 赤笹の褐色部が白色となる(S)
- 金笹 ⇒ 赤笹の褐色部が黄色となる
- 五色 ⇒ 五色の羽毛色をもつ
- 猩々 ⇒ 全ての羽毛が褐色ないしは、尾羽のみ黒い(Co)
- 桂 ⇒ 尾羽は黒く、体全体は白い(Co, S)
- 白 ⇒ すべての羽毛が白い(c)
- パイル ⇒ 背部は褐色であるが、腹部と尾羽は白色である(I, Co)
- 黒 ⇒ すべての羽毛が黒い(E)
- 浅黄 ⇒ すべての羽毛が灰色(E, Bl)
- カピタン ⇒ 全ての羽毛が暗褐色で尾羽のみ黒い(Co, Mh)
- チョコレート ⇒ 全ての羽毛が暗褐色(Co, Mh)
- 金鈴波 ⇒ 全ての羽毛が褐色と白色の縞々(Co, Bar)
- 銀鈴波 ⇒ 全ての羽毛が黒色と白色の縞々(E, Bar)
- 碁石 ⇒ 全ての羽毛が黒色であるが、先端部が白い(E,mo)
- 三色碁石 ⇒ 羽毛が3色あり、先端部が白い(mo)
- 桜碁石 ⇒ 全ての羽毛が褐色であるが、先端部が白い(Co,mo)

### ニワトリの外観に関与する遺伝子
【参考文献：伊藤ら「色素細胞 第2版 -基礎から臨床へ-」、R.D Crawford 編集 「Poultry Breeding and Genetics」、Sigrid Van Dort-David Hancox & Friends「Genetics of chicken colours THE BASICS」、Sigrid Van Dort & Friends「Genetics of the chicken extremes THE BASICS」】

#### ニワトリの羽装色に関わる遺伝子
以下の各遺伝子の効果説明は一例であり、他の遺伝子との相互作用により、様々な色合いを示すことになる。
- 白色遺伝子 (I) [Pmel17] 33番染色体 常染色体性優性 ⇒ 黒色羽毛が白色へ変わる[104]
- 白色遺伝子 (c) [TYR] 1番染色体 常染色体性劣性 ⇒ 全身の羽毛色が白色へ変わる[105]
- 劣性白色遺伝子 (mo) [EDNRB2] 4番染色体 常染色体性劣性 ⇒ 黒色の差し毛 (黒点)は残るものの、全身の羽毛色が白色になる[106]
- 褐色抑制遺伝子(S) [Slc45a2] Z染色体 伴性優性 ⇒ 褐色羽毛が白色へ変わる[107]
- 黒色拡張遺伝子 (E) [MC1R] 11番染色体 常染色体性優性 ⇒ 全身の羽毛色が黒色へ変わる[108][109]
- 小麦色遺伝子 (e^y, e^wh) [MC1R] 11番染色体 常染色体性優性 ⇒ 雌鶏の全身の羽毛色が薄くなる(雄鶏では褐色部が明るくなる)[110]
- ラベンダー遺伝子 (LAV) [Melanophilin] 7番染色体 常染色体性優性 ⇒ 黒色羽毛が灰色(ラベンダー)へ変わる[111]
- ブルー遺伝子 (Bl) [MITF] 7番染色体 常染色体性優性 ⇒ 黒色羽毛が灰色(ブルー)へ変わる[112]
- 尖斑遺伝子 (mo) [EDNRB2] 4番染色体 常染色体性劣性 ⇒ 羽毛の先端部が白色へ変わる[113]
- 横斑遺伝子 (Bar) [CDKN2A] Z染色体 伴性優性 ⇒ 羽毛に白色の横班が入る(白黒や白茶などの縞々)[114]
- 褐色拡張遺伝子 (Co) [unkown] 常染色体性優性 ⇒ 全身の羽毛色が褐色になる(尾羽が黒色であるものでは、尾羽は黒色のまま)[115]
- 褐色強調遺伝子 (Mh) [unkown] 常染色体性優性 ⇒ 褐色の羽毛が暗褐色へ変わる[116]
- 黒色拡張遺伝子 (MI) [unkown] 常染色体性優性 ⇒ 雌鶏では頚部から頭部の羽毛色が黒色へ変わる[117]

#### ニワトリの羽毛の構造に関わる遺伝子
- 糸毛遺伝子 (h) [PDSS2] 3番染色体 常染色体性劣性 ⇒ 烏骨鶏のようにふさふさした羽毛(糸毛)になる[118]
- 逆毛遺伝子 (F) [unknown] 常染色体性優性 ⇒ 本来の羽毛は下向きに伸びるが、さかさまとなり、上向きに伸びる[119]
- ほつれ羽遺伝子 (fr) [unknown] 常染色体性劣性 ⇒ 翼羽および尾羽の小羽枝の欠損がみられる[120]

#### ニワトリの鶏冠(とさか)や頭部に関わる遺伝子
- 単冠 (野生型) ⇒ 一般的なニワトリで見られる、もみじや手のひらのような鶏冠
- 豆冠または三枚冠 (P) [SOX5] 1番染色体 常染色体性優性 ⇒ 小さく丸まった鶏冠になる[121]
- バラ冠 (R) [MNR2] 7番染色体 常染色体性優性 ⇒ バラのような鶏冠だとされる[122]
- V字冠 (D) [EOMES] 2番染色体 常染色体性優性 ⇒ 正面から見て左右に分離した鶏冠になる[123]
- 毛冠 (Cr) [HOXC8] 1番染色体 常染色体性優性 ⇒ 頭部の羽毛が隆起し、冠のように見える[124]
- 髭 (Mb) [HOXB8] 27番染色体 常染色体性優性 ⇒ 肉垂が小さくなり、顎から嘴周辺の羽毛が立毛し、髭のように見える[125]

#### ニワトリの肌の色に関わる遺伝子[126]
- 黒肌遺伝子 (Fm) [EDN3] 20番染色体 常染色体性優性
- 黒肌遺伝子 (Id) [unknown] Z染色体 伴性優性 ⇒ 左記の双方の遺伝子をもつことで、肌の色が黒色へ変わる

### 食材・観賞以外の用途
羽
羽毛は軽量で保温性が高く衣服に利用される。アヒルやガチョウといった水鳥の羽毛に比べると質が劣るが安価なため、しばしば低価格のジャケットなどに使用される
釣り具の疑似餌に用いられることもある。
また、かつてはバドミントンのシャトルコックに使われていたが、現在はガチョウやアヒルの羽を使った製品が殆どである。
糞
「鶏糞」と呼ばれ、肥料として市販されている。乾燥したものではチッソ3パーセント、リン酸5パーセント、カリ5パーセント程度を含み、有機肥料としては即効性がある。しかし、充分に乾燥していない湿った鶏糞はかなり臭う。
バイオマスとして発電用燃料に用いられることもある。
頭部
ニワトリの頭部はその外見から人の食用に人気がないが、肉食動物の餌として広く利用されている。特に動物園等の大型動物の餌として人気があり、犬用の缶詰も「鶏頭の水煮缶詰」として市販されている。
闘鶏
ニワトリどうしを戦わせる闘鶏はニワトリを飼育するかなりの地域で広く行われたものであり、現代においてもタイ王国をはじめとする東南アジア全域において非常に人気のあるスポーツである。「鶏合」（とりあわせ）ともよばれ、春の季語となっている。
鳴き合わせ
各国で、鳴き声を鑑賞・競い合わせる鳴き合わせという競技が行われる。日本では長鳴鶏がいるが、トルコのデニズリ鶏などの鳴き声が長い鶏の品種が作られている。
試験
航空機へのバードストライクを模すため、ニワトリを撃ち出す圧縮空気砲「チキン・ガン」がある。

## 文化

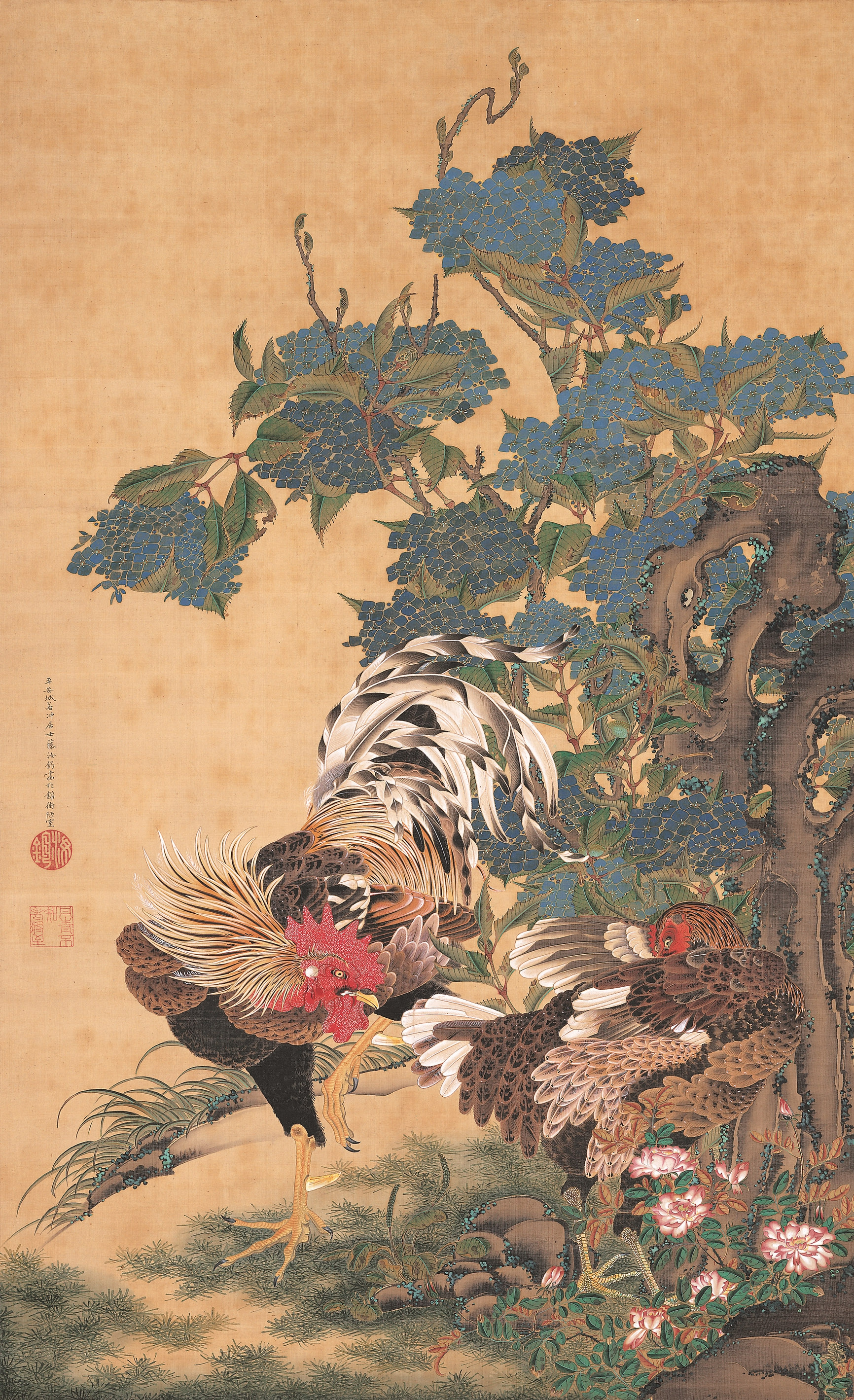
伊藤若冲『紫陽花双鶏図』 18世紀。

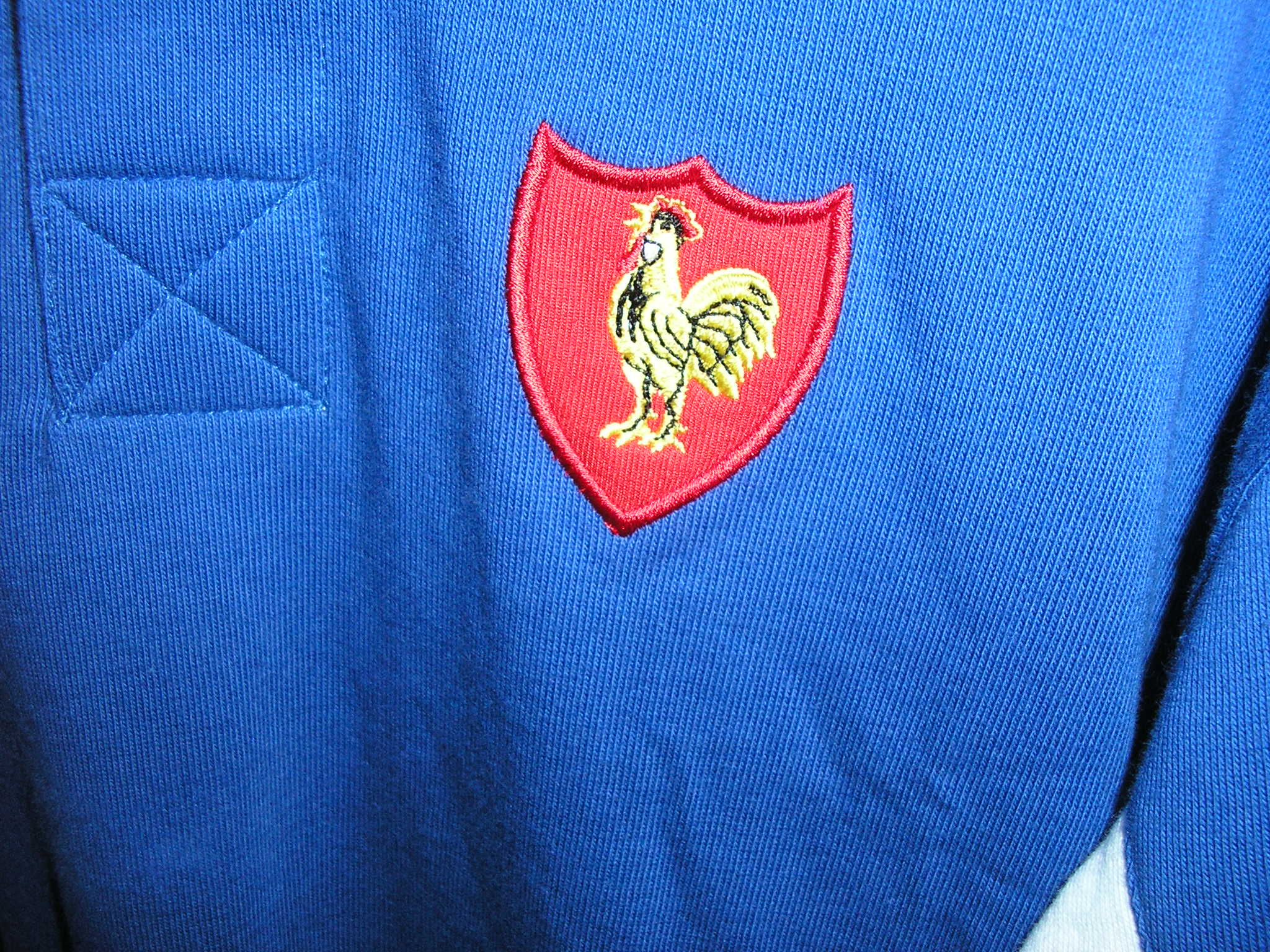
ラグビーフランス代表のユニフォーム。胸の紋章はフランスの国鳥であるガリアの雄鶏

ニワトリは世界の多くの文化圏において古くから、しかも広く飼育される動物であり、各文化においてさまざまな文化的な意味を付与されている。十二支においてはニワトリは酉としてそのうちの一つとなっている。ニワトリが家畜化されたそもそもの要因のひとつが鳴き声に神秘性を感じての祭祀用としてのものだったことからもわかるとおり、甲高い雄鶏の鳴き声は夜明けを告げるものとして各文化で神聖視された。
日本の古典芸能では、「鶏猫」（けいみょう）という雑物狂言や、「鶏聟」（にわとりむこ）という聟物狂言がある。
鶏を扱った謡曲としては、例えば「初雪」がある。昔、ある姫君が白い鶏の雛を貰って大切に育て、朝夕、一緒に遊んでいた。ところがある日、鶏は鳥屋（とや）の中で冷たくなっていた。憐れんだ姫君が菩提を弔ってやっていると、突然、中空に白い塊が現れた。最初は雪かと思ったがそうではない。白塊はどんどん近付いてくる。よく見れば、それは死んだはずの初雪だった。初雪は姫君の前へ舞い降り、いかにも懐かしげな風情で佇むと「あなた様の念佛の功力のお蔭で私は極楽へ至り、他の鳥たちと一緒に、宝樹の梢を飛び回っております。日々、楽しみが尽きません」と言い残して飛び立った。そして、別れを惜しむように暫し上空を飛び回っていたが、やがて何方ともなく姿を消した。

### 英語における表現
アメリカ英語においては、chicken（チキン）は「臆病者（名詞）」「臆病で（形容詞）」という意味のスラングとして使われることがある。例えば、"play chicken"「度胸試しをする」や、動詞として"chicken out"「尻込みする」という成句で使われる。また、no chickenで子供、とくに小娘を表す口語として使われる。雄鶏 cock（コック）は「陰茎」という意味のスラングである。
以下のような成句がある。
count one's chicken (before they are hatched)
捕らぬ狸の皮算用。卵が孵る前に雛を数えるなという意味から。
go to bed with the chickens
（アメリカ英語で）夜早寝する。
chicken-and-egg
鶏が先か、卵が先か。解決できない。

### 古代中国におけるニワトリ
古代中国では、ニワトリには頭に冠を戴く「文」、足に蹴爪を持つ「武」、敵と戦う「勇」、食を見て呼び合う「仁」そして夜を守り時を失わない「信」の五徳があるとされた。中国における闘鶏は古く「春秋左氏伝」に見え、唐代に最も盛んであった。ニワトリには霊力があるとされ、除夜に門戸に懸け、邪悪を祓うという風習があった。また、ニワトリは吉祥のシンボルとされることもあるが、漢字「鶏」の音が「吉」に通じるためである。またニワトリは時夜、燭夜、司晨（鳥）、金禽、窓禽、徳禽、兌禽、巽羽、翰音、羹本、赤幘、花冠、戴冠郎、長鳴都尉官、酉日将軍など、実に様々な別名で呼ばれた。
以下のように様々な故事成語や成句がある。
鶏群の一鶴（けいぐんのいっかく）
鶏群一鶴。鶏群孤鶴。多くの凡人の中に優れた人が一人交じっていること。多くのニワトリの群れの中にいる1羽のツルという意。
鶏口牛後（けいこうぎゅうご）
「鶏口となるも牛後となるなかれ」の略。大きな団体で人の後ろ（牛後）となるよりも、小さな団体でその長（鶏口）となった方がよいということ。『史記』に由り、戦国時代に蘇秦が韓の王に「小国とはいえ一国の王であれ。大国の秦に屈して臣下に成り下がってはならぬ」と説いて、六国の合従に導いた故事に基づく。
鶏黍（けいしょ）
手厚く客をもてなすこと。『論語』に由り、ニワトリを殺して吸い物を作り、キビを炊いてもてなした故事から。
鶏窓（けいそう）
書斎または書斎の窓。晋の宋処宗が書斎の窓に飼っていたニワトリは人語を解し、彼の学識を助けたという故事に基づく。
鶏鳴狗盗（けいめいくとう）
つまらない技芸、つまらないことしかできない人の喩え。一見つまらないことでも何かの役に立つこともあるという意で用いることもある。『史記』に由り、戦国時代のころ、斉の孟嘗君は秦の昭王に軟禁されたが、イヌ鳴き真似で盗みを働く食客とニワトリの鳴き真似をして夜明けだと思わせる食客のお蔭で脱出し帰ることができたという故事に基づく。
鶏肋（けいろく）
大した役には立たないが捨てるには惜しいもののことで、自分の労作を謙遜するときに用いる。『後漢書』の故事で、ニワトリの肋骨は食べるほどではないが、少し肉がついているため捨てるには惜しいことに由来する。また体がひ弱だという意もある。こちらは『晋書』に基づく。
鶏を割くに焉んぞ牛刀を用いん（にわとりをさくにいずくんぞぎゅうとうをもちいん）
取るに足りないことを大袈裟な方法で処理する必要はない。『論語』に基づき、ニワトリを捌くのにウシを切り裂く大きな牛刀を用いる必要はないということから。
陶犬瓦鶏（とうけんがけい）
瓦鶏陶犬。見かけだけ立派で、実際は役に立たないものの喩え。焼き物のイヌと素焼きのニワトリの意で、『金楼子』に由る。

### その他の文化
- 風見鶏
- 雄鶏 (紋章学)
- 早朝に鳴いて人に朝を知らせることを報晨という。『古事記』にて、天岩戸に閉じこもった太陽神である天照大神を呼び出すため常世長鳴鳥の鳴き声を聞かせる故事があり、伊勢神宮では放し飼いとなっている。また、ペルシア王タフムーラスは、早朝を知らせる鳥として導入した[137]。インドや中国、ヨーロッパでも太陽と関連付けされ、闇夜を払う神聖な鳥として、食用を禁じられたり、魔避けとされ、崇められた[138]。
- 太陽が幾度も登ることから、再生力と関連付けされ、鶏が医神アスクレーピオスへの捧げものとされた。哲学者ソクラテスの刑死前の遺言として、アスクレピオスに雄鶏を捧げるよう友人に依頼している[138]。
- 闘鶏として、ギリシアなどで定着したことから、軍神の聖鳥としても崇められた。こういった闘争心は、ブレーメンの音楽隊などでも見ることができる。また、闘鶏好きのイギリス王ヘンリー8世の時代に闘鶏の試合ルールが定められ、それがそのまま人間が行う闘鶏ボクシングのルールになったという逸話がある[138]。

### 鶏を含む語
- 鶏魚（いさき）[6][135] - イサキ Parapristipoma trilineatum。スズキ目 イサキ科に属する海水魚の一種。
- 鶏冠木（かえるで、かえで）[6][135] - カエデ（楓）のこと。ムクロジ科(旧カエデ科)カエデ属 Acerに属する植物の総称。
- 鶏蛋糕（かすてら）[139] - 菓子。カステラ。
- 鶏姦（けいかん）[6] -  男色。男性同士で行う性行為。
- 鶏眼（けいがん）[6] - 魚の目。皮膚が長期間にわたり物理的圧迫を受け続けたことによって真皮に向かって角層が楔状に増殖した状態。
- 鶏舌香（けいぜつこう・けいぜちこう） - 丁子（ちょうじ）の果実を乾燥させた薫香。単に鶏舌（けいぜつ）ともいう[140]。
- 鶏旦（契丹、けいたん）[6] - 4世紀以降内蒙古にいた遊牧民族。
- 鶏頭（けいとう）[6][135] - ナデシコ目 ヒユ科の一年生植物 ケイトウCelosia argentea。鶏冠とも書くが、これはとさかも表す[135]。
- 鶏卵素麺（けいらんそうめん）[141] - ポルトガルから伝来した南蛮菓子の一つ。
- 鶏婁鼓（けいろうこ）[6] - 古代中国で使用された小型の太鼓[6]。日本でも奈良時代に伝わり、唐楽に使われた[6]。
- 鶏麻（しろやまぶき）[142] - バラ目 バラ科の植物 シロヤマブキ Rhodotypos scandens。
- 鶏冠菜・鶏冠海苔（とさかのり）[135] - 食用となるミリン科の紅藻 トサカノリ ヤハズソウ Meristotheca papulosa。
- 木鶏（もっけい、ぼっけい）[143] - 木製のニワトリ。転じて少しも動じない最強の闘鶏。また、強さを秘め、敵に対してまったく動じないことのたとえ。
- 鶏眼草（やはずそう）[135] - マメ目 マメ科の一年生植物 Lespedeza striata。
- 鶏桑（やまぐわ）[144] - バラ目 クワ科の植物クワ Morus australis。
- 鶏児腸（よめな）[135] - キク目 キク科の多年生植物 ヨメナAster yomena。
- 鶏蜱（わくも）[145] - ワクモ Dermanyssus gallinae。鳥類などの外部寄生虫。

## ニワトリ(ヒヨコ)を主人公にした作品
- 踊るニワトリ（英語版） - ディズニーのアニメ映画
- カリメロ - 黒いヒヨコが主人公のテレビアニメ
- 恋するニワトリ - 風見鶏に片想いをする内容の谷山浩子の作詞・作曲の歌
- チキンラン - ドリームワークスのクレイアニメ映画
- チキンラン：ナゲット大作戦（英語版） - アードマン・アニメーションズ・Netflix製作のアニメ映画
- チキン・リトル - ディズニーのアニメ映画
- ニワトリ・ファイター - 桜谷シュウの漫画。人を喰らう巨大生物が出現する世界で、妹の仇を探しながら巨大生物に立ち向かっていくニワトリの戦いを描く[146][147]。
- ブレーメンの音楽隊 - ロバ、イヌ、ネコ、ニワトリが主人公のグリム童話

## ニワトリ(ヒヨコ)をモチーフにしたマスコットキャラクター
- ひよこちゃん - 日清食品のインスタントラーメン「チキンラーメン」のシンボルキャラクター[148]
- ぴよだまり - キャラクター
- ブラウン・ジュニア - ダイドードリンコの缶入りミルクセーキ「こんがりミルクセーキ」の表面に描かれていたキャラクター。分割して記載されたストーリー中で冒険の旅をする[149]。

## ニワトリ(ヒヨコ)をモチーフにした美術作品
- 青磁天鶏壺 - 6世紀[150]。
- 色絵鶏香合 - 野々村仁清作、17世紀[151][152]。
- 動植綵絵 - 伊藤若冲作
  - 老松白鶏図 - 1757年-1760年頃[153]。
  - 芙蓉双鶏図 - 1757年-1760年頃[154]。
  - 大鶏雌雄図 - 1759年[155]。
  - 棕櫚雄鶏図 - 1761年-1765年頃[156]。
  - 群鶏図 - 1761年-1765年頃[157]。
- 紫陽花双鶏図[158]
- 群鶏図障壁画- 伊藤若冲作、1789年[159]。
- 仙人掌群鶏図- 伊藤若冲作、1789年[160]。
- 蓬莱山・竹鶏図 - 円山応挙、1790年[161][162]。
- 鶏図押絵貼屏風 - 伊藤若冲作、1795年[163]。
- 梅樹神鶏図 - 伊藤若冲作、木版画。[164]
- 鶏に餌をやる女 - ジャン＝フランソワ・ミレー、1853年-1856年[165]。
- 鶏に蜻蛉 - 小林清親作、1880年[166]。
- 雌鶏と少女 - モーリス・ドニ作、1890年[167]。
- 鶏とひよこ - 小原古邨作、1910年頃[168]。
- 鶏に餌をやる少年 - 国吉康雄作、1923年[169]。
- ひよこ - 速水御舟作、1924年[170]。
- ひよこ - 吉田博作、1929年[171]。
- 鶏 - パブロ・ピカソ作、1938年[172]。
- エッフェル塔の新郎新婦 - マルク・シャガール作、1939年[173]。
- The Cock of the Liberation (Le Coq de la Liberation) -  パブロ・ピカソ作、1944年[174]。
- ひよこ - フリーダ・カーロ作、1945年[175]。
- Cock and knife - パブロ・ピカソ作、1947年[176]。
- 赤い鶏と青い空 - フェルナン・レジェ、1953年[177]。
- 鶏のいる風景 - マルク・シャガール作、1958年[178]。
- 紅葉遊鶏図 - 清原啓一作、2005年[179]。
- 羽を休める雌鶏 - メルヒオール・ドンデクーテル作、制作年不詳[180]。
- 鶏のいる庭の小道- グスタフ・クリムト作[181]。1945年火災により焼失[182]。